# Soyouz MS-06
Soyouz MS-06 (en russe : Союз МС-06) est une mission spatiale dont le lancement a eu lieu depuis le cosmodrome de Baïkonour le 12 septembre 2017 à 21 h 17 min 2 s UTC et le retour le 28 février 2018 à 2 h 55 UTC.
Le vaisseau devait initialement transporter le commandant russe Aleksandr Skvortsov, son compatriote Ivan Vagner et l'américain Scott Tingle vers la Station spatiale internationale (ISS). Ils ont été remplacés respectivement par Alexandre Missourkine, Mark Vande Hei et Joseph Acaba.

## Équipage
- Commandant : Alexandre Missourkine (2),  Russie
- Ingénieur de vol 1 : Mark T. Vande Hei (1),  États-Unis
- Ingénieur de vol 2 : Joseph Acaba (3),  États-Unis

Le chiffre entre parenthèses indique le nombre de vols spatiaux effectués par l'astronaute, Soyouz MS-06 inclus.

## Historique
Pour le retour de la mission, l'opération de recherche et d'assistance pour récupérer après l’atterrissage du vaisseau l'équipage du Soyouz MS-06 au Kazakhstan est géré par le centre de contrôle de combat de la 14e Armée aérienne et des forces de défense aérienne basé à Ekaterinbourg.
Plus 200 personnes sont mobilisés pour cette opération avec 12 hélicoptères Mil Mi-8, trois avions An-26 et deux avions An-12, ainsi que 16 véhicules dont des véhicules de recherche et d'évacuation amphibies de haute capacité.